# Vieux-Château
Vieux-Château est une commune française située dans le département de la Côte-d'Or en région Bourgogne-Franche-Comté.

## Géographie

### Climat
Pour des articles plus généraux, voir Climat de la Bourgogne-Franche-Comté et Climat de la Côte-d'Or.
En 2010, le climat de la commune est de type climat des marges montargnardes, selon une étude du Centre national de la recherche scientifique s'appuyant sur une série de données couvrant la période 1971-2000. En 2020, Météo-France publie une typologie des climats de la France métropolitaine dans laquelle la commune est exposée à un climat océanique altéré et est dans la région climatique  Lorraine, plateau de Langres, Morvan, caractérisée par un hiver rude (1,5 °C), des vents modérés et des brouillards fréquents en automne et hiver. 
Pour la période 1971-2000, la température annuelle moyenne est de 10,2 °C, avec une amplitude thermique annuelle de 15,7 °C. Le cumul annuel moyen de précipitations est de 827 mm, avec 13,1 jours de précipitations en janvier et 8,9 jours en juillet. Pour la période 1991-2020, la température moyenne annuelle observée sur la station météorologique de Météo-France la plus proche, « St Andre », sur la commune de Saint-André-en-Terre-Plaine à 6 km à vol d'oiseau, est de 11,3 °C et le cumul annuel moyen de précipitations est de 849,9 mm,. Pour l'avenir, les paramètres climatiques de la commune estimés pour 2050 selon différents scénarios d'émission de gaz à effet de serre sont consultables sur un site dédié publié par Météo-France en novembre 2022.

## Urbanisme

### Typologie
Au 1er janvier 2024, Vieux-Château est catégorisée commune rurale à habitat dispersé, selon la nouvelle grille communale de densité à 7 niveaux définie par l'Insee en 2022.
Elle est située hors unité urbaine. Par ailleurs la commune fait partie de l'aire d'attraction d'Avallon, dont elle est une commune de la couronne,. Cette aire, qui regroupe 74 communes, est catégorisée dans les aires de moins de 50 000 habitants,.

### Occupation des sols
L'occupation des sols de la commune, telle qu'elle ressort de la base de données européenne d’occupation biophysique des sols Corine Land Cover (CLC), est marquée par l'importance des territoires agricoles (71,5 % en 2018), une proportion sensiblement équivalente à celle de 1990 (72,2 %). La répartition détaillée en 2018 est la suivante : 
terres arables (38,2 %), prairies (33,3 %), forêts (28,5 %), zones agricoles hétérogènes (0,1 %). L'évolution de l’occupation des sols de la commune et de ses infrastructures peut être observée sur les différentes représentations cartographiques du territoire : la carte de Cassini (XVIIIe siècle), la carte d'état-major (1820-1866) et les cartes ou photos aériennes de l'IGN pour la période actuelle (1950 à aujourd'hui).

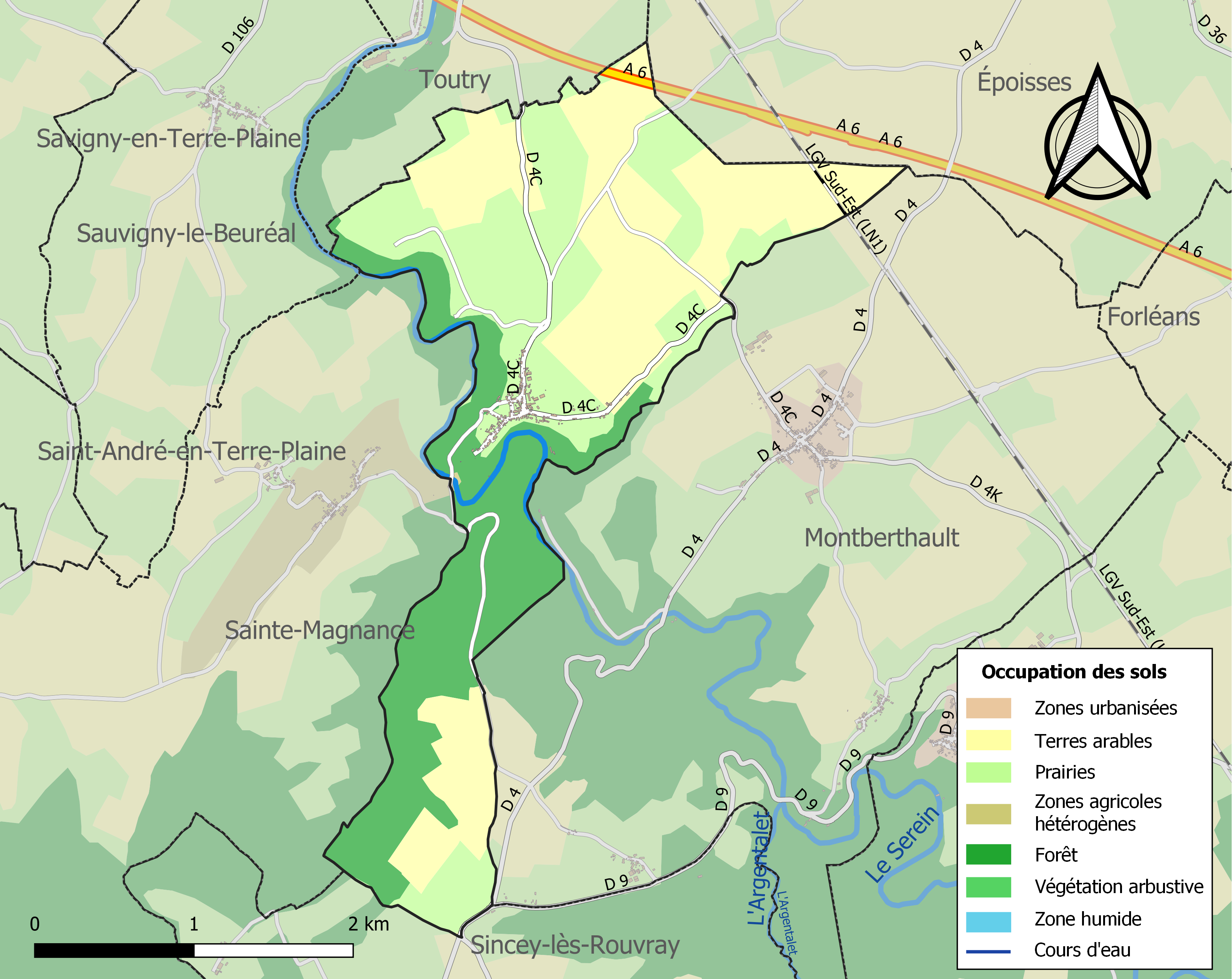
Carte des infrastructures et de l'occupation des sols de la commune en 2018 (CLC).

## Histoire
Au cours de la période révolutionnaire de la Convention nationale (1792-1795), la commune a porté le nom de Laure-sur-Serein.
Les houillères de Sincey sont exploitées sur la commune et dans les environs entre 1835 et 1908,.

## Politique et administration

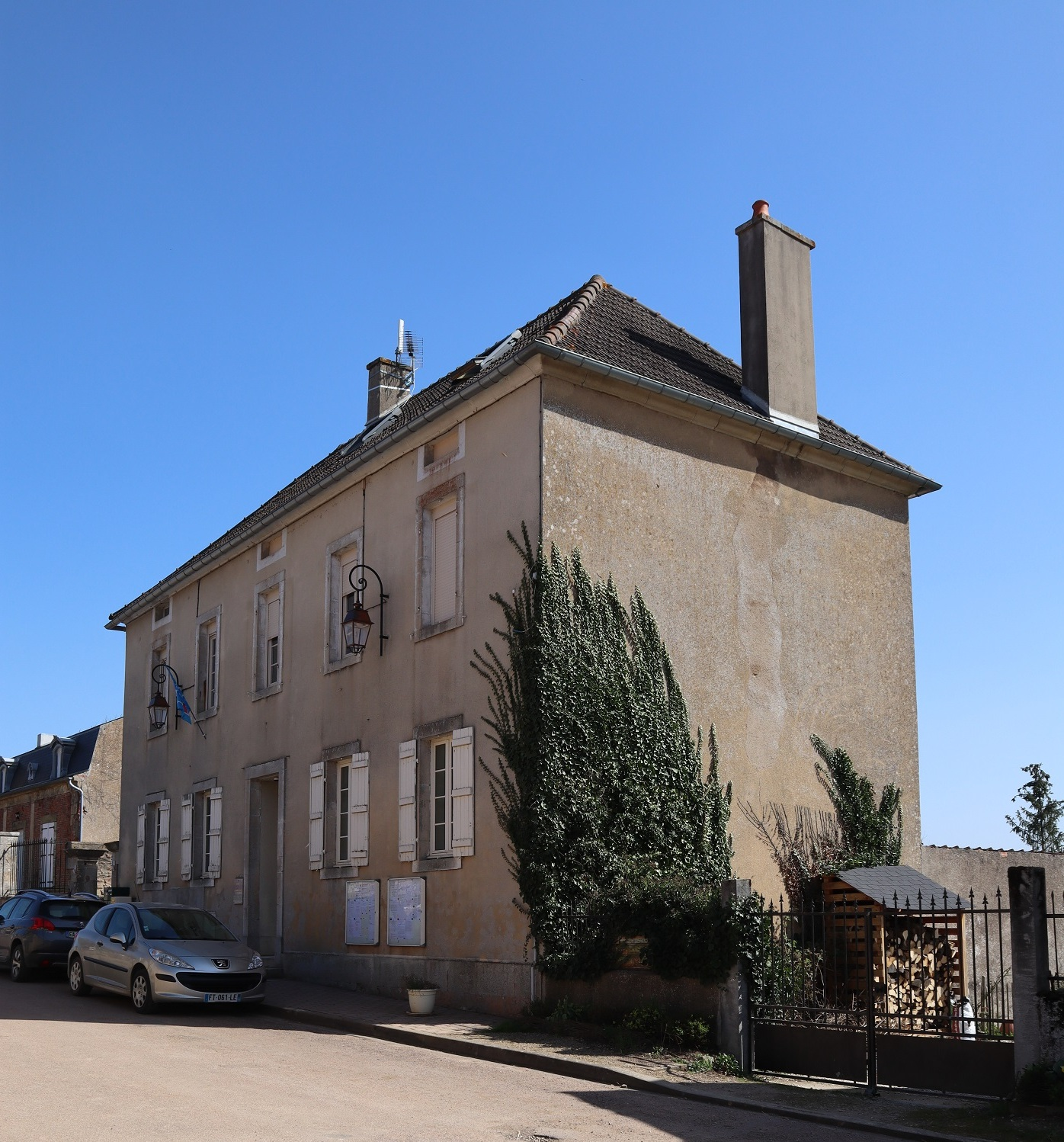
Mairie de Vieux-Château.

| Période                                  | Période   | Identité            | Étiquette | Qualité  |
| ---------------------------------------- | --------- | ------------------- | --------- | -------- |
| mars 1987                                | mars 2008 | Lucien Sennequier   |           |          |
| mars 2008                                | mars 2014 | Jean-Claude Simonet |           |          |
| mars 2014                                | En cours  | Bernard Flanet      | SE        | Retraité |
| Les données manquantes sont à compléter. |           |                     |           |          |

## Démographie
L'évolution du nombre d'habitants est connue à travers les recensements de la population effectués dans la commune depuis 1793. Pour les communes de moins de 10 000 habitants, une enquête de recensement portant sur toute la population est réalisée tous les cinq ans, les populations de référence des années intermédiaires étant quant à elles estimées par interpolation ou extrapolation. Pour la commune, le premier recensement exhaustif entrant dans le cadre du nouveau dispositif a été réalisé en 2007.

En 2022, la commune comptait 100 habitants, en évolution de +16,28 % par rapport à 2016 (Côte-d'Or : +0,82 %, France hors Mayotte : +2,11 %).
| 1793 | 1800 | 1806 | 1821 | 1836 | 1841 | 1846 | 1851 | 1856 |
| ---- | ---- | ---- | ---- | ---- | ---- | ---- | ---- | ---- |
| 253  | 288  | 267  | 290  | 346  | 319  | 328  | 390  | 300  |

| 1861 | 1866 | 1872 | 1876 | 1881 | 1886 | 1891 | 1896 | 1901 |
| ---- | ---- | ---- | ---- | ---- | ---- | ---- | ---- | ---- |
| 317  | 336  | 347  | 334  | 340  | 336  | 368  | 376  | 375  |

| 1906 | 1911 | 1921 | 1926 | 1931 | 1936 | 1946 | 1954 | 1962 |
| ---- | ---- | ---- | ---- | ---- | ---- | ---- | ---- | ---- |
| 316  | 308  | 262  | 236  | 222  | 209  | 183  | 154  | 131  |

| 1968 | 1975 | 1982 | 1990 | 1999 | 2006 | 2007 | 2012 | 2017 |
| ---- | ---- | ---- | ---- | ---- | ---- | ---- | ---- | ---- |
| 159  | 95   | 98   | 93   | 103  | 100  | 99   | 91   | 85   |

| 2022 | - | - | - | - | - | - | - | - |
| ---- | - | - | - | - | - | - | - | - |
| 100  | - | - | - | - | - | - | - | - |

## Culture locale et patrimoine

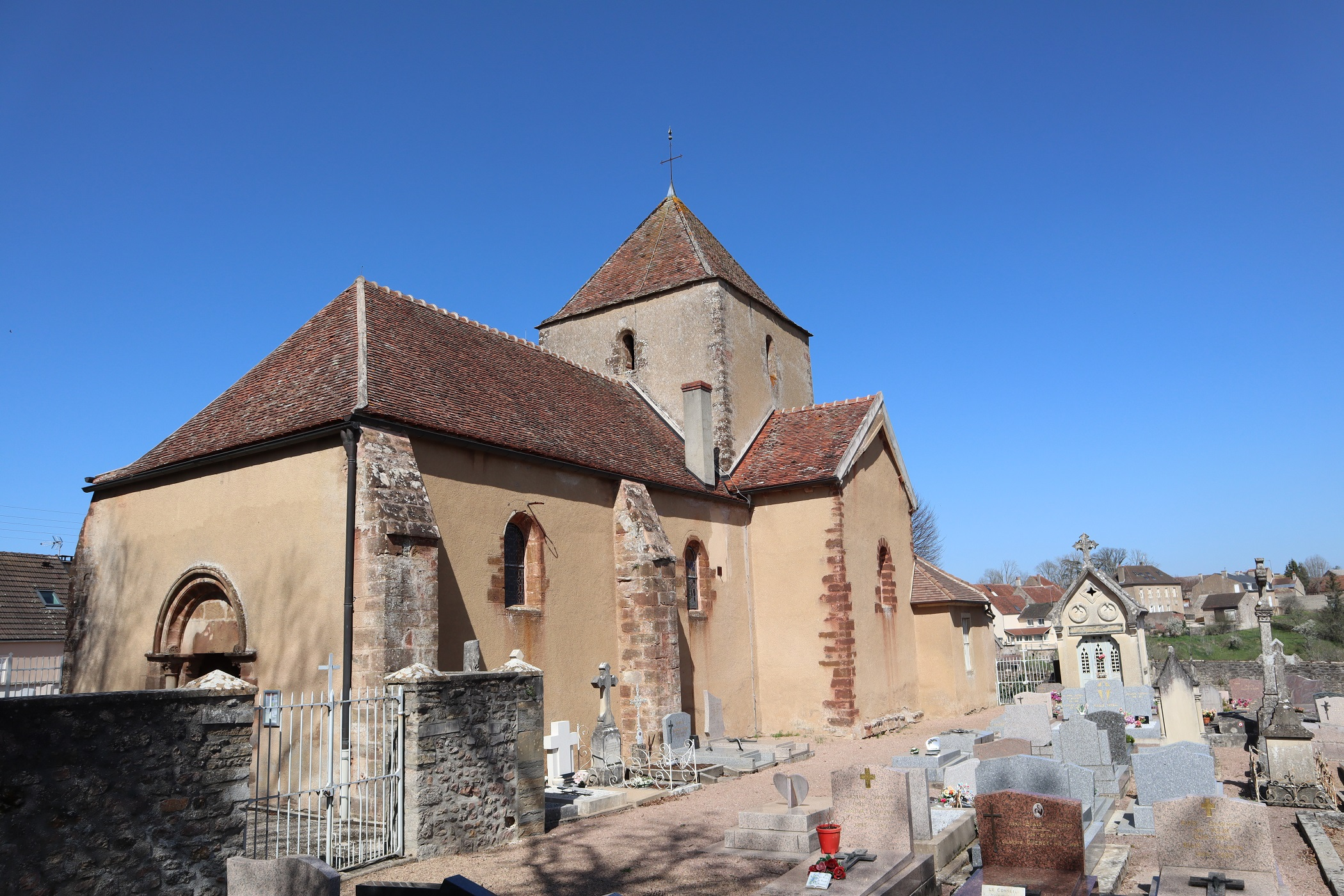
Façade occidentale et flanc sud de l'église Saint-Laurent.

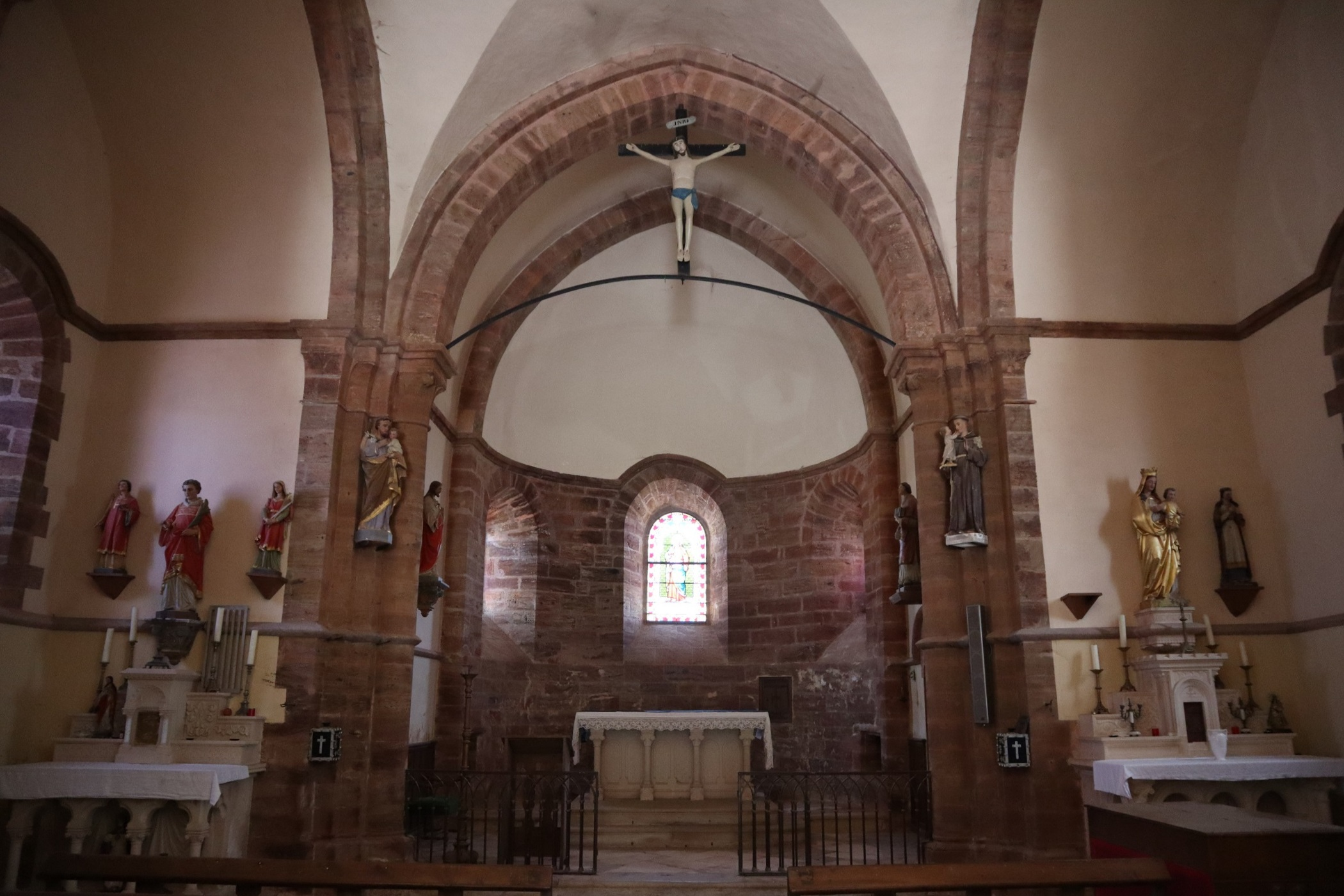
Vu du chœur et du transept de l'église Saint-Laurent.

### Lieux et monuments
- L'église paroissiale Saint-Laurent[19].

Église romane du XIIe siècle, elle dispose d'un plan en croix, d'un portail roman, de voûtes en berceau brisé et de chapiteaux sculptés. Son clocher a été reconstruit.
Elle jouxte un ancien château des ducs de Bourgogne et se trouve à flanc de falaise au dessus de la vallée du Serein (affluent de l'Yonne, sous-affluent de la Seine). De part et d'autre des flancs latéraux de l'édifice se trouve le cimetière communal.
- Site d'escalade des Roches Sainte Catherine[20].

À quelques centaines de mètres des dernières maisons du village, sur le bord de la rivière, tout près de la rive droite, se dresse à pic un énorme rocher de granit, d'un aspect imposant et qui constitue l'une des curiosités du vallon du Serein.
Afin de s'y rendre, prendre la direction de Toutry à la sortie du village puis prendre la route en terre à gauche. Suivre le panneau. (Cartes : Michelin Série Bleue N°2822E Précy-sous-Thi au 1/25 000e Michelin N°65, pli 17 Parc du Morvan N° 306 au 1/100 000e)
Le site est décomposé en 9 secteurs :
1. La tour penchée : 3 voies ;
2. La tour de guet : 6 voies ;
3. Les grandes dalles : 8 voies ;
4. Le grand Dièdre : 5 voies ;
5. Le Mur : 9 voies ;
6. Les petites dalles : 9 voies courtes ;
7. Le bastion : 16 voies ;
8. L’Amont : 21 voies ;
9. Toyodalle : 5 voies courtes situées à 2 km à pied en aval (20 minutes), rive droite du Serein.

### Personnalités liées à la commune
- Philippe Bouhey (Paris 1836 – Montzeron, 1899)

S’inscrivant dans une tradition familiale, Philippe Bouhey et son frère Etienne, reprennent la fabrique de machines-outils en série de leur père, Etienne, à Montzeron (commune de Toutry). Celui-ci a suivi son apprentissage au Creusot avant son tour de France et son implantation à Toutry.
Philippe et Étienne installent ensuite une usine à Montbard utilisant un procédé, importé des États-Unis, de fabrication de tubes et bouteilles en métal sans soudure. Les frères sont les premiers à implanter cette technique en France. Dans le même temps, Philippe Bouhey développe à Vieux Château une ferme modèle.
La création de la Société Française des Corps Creux en 1895 marque l’origine des industries modernes à Montbard. Valinox nucléaire en est aujourd’hui l’héritière. Durant le XXe siècle, de nouvelles usines s’implantent sur ce pôle métallurgique formant la « Métal Valley ». Autour, des quartiers se sont constitués avec la construction de cités ouvrières et d’équipements (gymnase, école…).